# مؤسسه انرژی اتمی ژاپن
مؤسسه انرژی اتمی ژاپن (به ژاپنی: 日本原子力研究所) که سابقاً با نام JAERI هم شناخته می‌شد؛ یک سازمان نیمه دولتی بوده که برای توسعهٔ قدرت هسته‌ای در ژاپن تأسیس شد. این سازمان در ژوئن سال ۱۹۵۶ ایجاد شد.